# Daisuke Nasu
Daisuke Nasu (japonsky 那須 大亮, * 10. října 1981) je bývalý japonský fotbalista.

## Klubová kariéra
Hrával za Yokohama F. Marinos, Tokyo Verdy, Júbilo Iwata, Kashiwa Reysol, Urawa Reds a Vissel Kobe.

## Reprezentační kariéra
S japonskou reprezentací se zúčastnil Letních olympijských her 2004.